# Thymus carnosus
Thymus carnosus é uma espécie de planta com flor pertencente à família Lamiaceae. 
A autoridade científica da espécie é Boiss., tendo sido publicada em Voy. Bot. Espagne ii. 490. t. 139.
O seu nome comum é tomilho-vulgar.

## Portugal
Trata-se de uma espécie presente no território português, nomeadamente em Portugal Continental.
Em termos de naturalidade é endémica da Península Ibérica.

## Protecção
Encontra-se protegida por legislação portuguesa ou da Comunidade Europeia, nomeadamente pelo Anexo II e IV da Directiva Habitats e pelo Anexo I da Convenção sobre a Vida Selvagem e os Habitats Naturais na Europa.